# شهریور ۱۳۸۴

## ۱۷ شهریور،۱۳۸۴(پنجشنبه)
برابر با: ۸ سپتامبر، ۲۰۰۵

## ۱۶ شهریور، ۱۳۸۴ (چهارشنبه)
برابر با: ۷ سپتامبر، ۲۰۰۵
- روزنامهٔ «گاردین» چاپ لندن به آمریکایی‌ها پیشنهاد کرد که روش درست حکومت کردن را از پادشاهان هخامنشی یاد بگیرند. (ایرنا)
- افراد مسلح ناشناس بامداد امروز با یورش به منزل «موسی عرفات» دایی «یاسر عرفات» رئیس فقید حکومت خودگردان فلسطین در غزه، وی را نیز کشتند. (ایرنا)
- «محمود عباس» رئیس تشکیلات خودگردان فلسطین از رفتن به نیویورک برای حضور در نشست مجمع عمومی سازمان ملل متحد صرف نظر کرد. (ایرنا)
- دفترهای رای‌گیری انتخابات ریاست جمهوری مصر در ساعت ۲۲ امروز به وقت محلی بسته شدند. (ایرنا)
- «جلال طالبانی» رئیس‌جمهور عراق اظهار داشت که «صدام حسین» رئیس‌جمهور مخلوع این کشور به هزار و یک دلیل سزاوار اعدام است ولی در عین‌حال مخالفت خود را با مجازات اعدام اعلام کرد. (ایرنا)
- خانم «برانوین کارن» سخنگوی کمیسیون انتخابات افغانستان اعلام کرد: ۲۶ هزار و ۲۳۴ حوزهٔ رای‌گیری در سراسر افغانستان مشخص شده‌است. (ایرنا)
- ژاک شیراک حداکثر تا آخر هفتهٔ جاری از بیمارستان مرخص می‌شود. (ایرنا)
- محققان مؤسسهٔ فناوری ماساچوست (ام‌آی‌تی) موفق شده‌اند از ذرات نانو با خاصیت جذب آب برای جلوگیری از بخار گرفتگی شیشه‌های خودروها و بالا بردن ایمنی مسافرت استفاده کنند. (ایرنا)
- شرکت نوکیا، جامع‌ترین آزمایش برای تکمیل سامانه‌های عرضه‌کنندهٔ برنامه‌های تلویزیونی بر روی تلفن همراه را با همکاری رادیو و تلویزیون دولتی فنلاند به پایان برده است. (ایرنا)
- سیستم تازه‌ای برای جلوگیری‌از عکسبرداری غیرمجاز با تلفن‌های همراه ابداع شد. (ایرنا)

## ۱۵ شهریور، ۱۳۸۴ (سه‌شنبه)
برابر با: ۶ سپتامبر، ۲۰۰۵
- «غلامعلی حداد عادل» رئیس مجلس شورای اسلامی در واکنش به تعلل آمریکا در صدور روادید، سفر رسمی خود به نیویورک برای شرکت در دومین نشست رؤسای مجالس کشورهای جهان را لغو کرد. (ایرنا)
- در ایران ۱۰۰ هزار نفر قربانی سلاح‌های شیمیایی شدند. (ایرنا)
- نیروهای آمریکایی امروز کنترل نظامی شهر مقدس «نجف» را به نیروهای عراقی سپردند و بدین ترتیب یک انتقال قابل ملاحظهٔ مسئولیت‌های امنیتی در عراق صورت پذیرفت. (ایرنا)
- مجمع ملی عراق در نشستی پشت درهای بسته، «قانون تروریسم» را تعریف کرد. (ایرنا)
- «جرج بوش» که پس از وقوع توفان «کاترینا» و تعلل در انجام اقدامات پیشگیرانه به شدت مورد انتقاد قرار گرفته، تلاش جدیدی را برای جبران وجههٔ از دست رفتهٔ خود آغاز کرده‌است. (ایرنا)
- ژاپن نزدیک به ۵۰ میلیون دلار به فلسطینی‌ها کمک مالی می‌کند. (ایرنا)
- «الکساندر داونر»، وزیر امور خارجهٔ استرالیا گفت کشورش تلاش می‌کند تا با جلب رضایت کامل مسلمانان در استرالیا و این منطقه، خطر یک حملهٔ تروریستی را کاهش دهد. (ایرنا)
- هیچ گونه دلیل علمی مبنی بر مضر بودن مانیتورها و این که منجر به عوارض حاد چشمی‌شوند وجود ندارد، بلکه مانیتورها صرفاً باعث خستگی چشم می‌شوند. (ایرنا)
- محققان به شواهد جدیدی دست یافته‌اند که نشان می‌دهد برخی مواد شیمیایی مختل‌کنندهٔ عملکرد هورمون‌ها می‌توانند سبب گرایش جنسیت نوزادان متولدشده در یک منطقه، به دختر یا پسر شوند. (ایرنا)

## ۱۴ شهریور، ۱۳۸۴ (دوشنبه)
برابر با: ۵ سپتامبر، ۲۰۰۵
- کمک‌های چند میلیون دلاری برخی کشورهای عرب به آمریکا برای امدادرسانی به توفان‌زدگان «کاترینا» آمریکا و واکنش سرد و همراه با سکوت اعراب نسبت به حادثهٔ «پل ائمه» در بغداد، روابط عراق با اعراب را توفانی کرد. (ایرنا)(ایرنا)(ایرنا)
- شایعهٔ مرگ ژاک شیراک رئیس جمهور فرانسه موجب خوشحالی طرفداران «لوران گباگبو» رئیس‌جمهور ساحل عاج در ابیجان پایتخت این کشور شد. (ایرنا)
- یک میلیون و ۷۰۰ هزار نفر در ایران زیر خط فقر شدید زندگی می‌کنند. این افراد نمی‌توانند غذا بخورند، شکم خود را سیر کرده و حرکت کنند. (ایرنا)
- وزارت امور خارجه روسیه با انتشار بیانیه‌ای اعلام کرد که این کشور هیچ دلیلی برای ارجاع پروندهٔ هسته‌ای ایران به شورای امنیت نمی‌بیند. (ایرنا)
- تمامی ۱۰۹ سرنشین هواپیمای بویینگ اندونزی که در ساعات بامداد امروز سقوط کرد، کشته شده‌اند. (ایرنا)
- «هوگو چاوز» رئیس‌جمهور ونزوئلا اظهار داشت که وی نامهٔ عذرخواهی «پت رابرتسون» یک مبلغ مذهبی آمریکا را که دو هفته پیش خواستار قتل چاوز شد، پذیرفته‌است. (ایرنا)
- محققان کانادایی در حال ساخت ماهواره کوچک و سبک جدیدی هستند که با ابعادی مشابه یک جعبه کوچک و وزن تنها ۵/۳ کیلوگرم، صنعت مخابرات را متحول خواهد کرد. (ایرنا)
- نگاهی به ویروس‌های شبکه‌های کامپیوتری در ماه اوت (ایرنا)

## ۱۳ شهریور، ۱۳۸۴ (یکشنبه)
برابر با: ۴ سپتامبر، ۲۰۰۵
- «محمد باقر قالیباف» فرمانده سابق نیروی انتظامی ایران با رای اکثریت اعضای شورای اسلامی شهر تهران، شهردار تهران شد و با اعلام رسمی این شورا و تأیید وزیر کشور فعالیت خود را آغاز خواهد کرد. (ایرنا)(بی‌بی‌سی)
- سخنگوی وزارت امورخارجهٔ ایران کمک به خسارت‌دیدگان آمریکایی از توفان کاترینا را یک اقدام انسان‌دوستانه دانست و افزود: چنانچه نیازی به کمک ما باشد، کمک خواهیم کرد. (ایرنا)
- روابط عمومی بیمارستان میلاد از مرخص شدن اکبر گنجی از این بیمارستان خبر داد. (ایرنا) (بی‌بی‌سی)
- یک مقام دولتی عراق امروز اعلام کرد که «صدام حسین»، دیکتاتور سابق این کشور و هفت تن از طرفداران سابقش روز ۲۷ مهر (۱۹ اکتبر) در ارتباط با قتل ۱۴۳ نفر در روستای «دجیل» محاکمه می‌شود. (ایرنا)
- با پایان یافتن عملیات امدادرسانی در شهر توفان‌زدهٔ «نیواورلئان» این شهر امروز تقریباً خالی از سکنه شد. (ایرنا)
- «شیخ احمد فهد الاحمد الصباح»، وزیر انرژی کویت اعلام کرد که کشورش ۵۰۰ میلیون دلار را در قالب محصولات نفتی برای کمک به قربانیان توفان «کاترینا» در آمریکا اختصاص داده است. (ایرنا)[پیوند مرده]
- شرکت ژاپنی تولیدکنندهٔ تجهیزات الکترونیکی «هیتاچی» مدل جدیدی از هارددیسک‌های بسیار کوچک خود موسوم به «میکرودرایو» عرضه کرده که با گنجایش ۸ گیگابایت و قطر تنها یک اینچ، در میان سایر محصولات مشابه کاملاً منحصر به فرد است. (ایرنا)
- رایانه‌های کوانتومی که اجزای نظری و عملی آن‌ها گام به گام در حال تکمیل است و در صورت تکمیل‌شدن انقلابی بنیادین در عرصهٔ پردازش اطلاعات به وجود خواهند آورد، یک گام دیگر به مرحلهٔ بهره‌برداری عملی نزدیک شد. (ایرنا)

## ۱۲ شهریور، ۱۳۸۴ (شنبه)
برابر با: ۳ سپتامبر، ۲۰۰۵
- سخنگوی وزارت امورخارجهٔ ایران مخالفت دولت آمریکا با صدور روادید به هیئت پارلمانی ایران برای شرکت در کنفرانس جهانی رؤسای مجالس کشورها را اقدامی زشت و ابزاری دانست و آن را تقبیح کرد. (ایرنا)
- یکی از اعضای شورای اسلامی شهر تهران گفت: شهردار تهران از بین آقایان محمد باقر قالیباف، طهماسب مظاهری یا محمد علی‌آبادی انتخاب می‌شود. (ایرنا)
- بوش: فاجعهٔ کاترینا جنگ بعدی آمریکا علیه تروریسم را منتفی کرد. (ایرنا)
- یک مقام آگاه در وزارت کشور عراق گفت که دیوارهٔ آهنی پل الائمه کاظمین قبلاً با اره دستکاری شده بود. (ایرنا)
- «هو جین تائو» رئیس‌جمهوری خلق چین از اصلاحات در سازمان ملل حمایت کرد. (ایرنا)
- «وان اندراند» بازرگان هلندی به اتهام همدستی با صدام در حملهٔ شیمیایی علیه شهر سردشت در شمال غرب ایران محاکمه خواهد شد. (ایرنا)[پیوند مرده]
- یک مقام سازمان ملل متحد به اتهام سوءاستفاده در جریان برنامهٔ این سازمان در عراق موسوم به «نفت در برابر غذا»، دستگیر شده‌است. (ایرنا)
- «مااینگ جیو» رئیس جدید حزب «کومینتانگ» تایوان گفت که برای پایان دادن به ۵۶ سال جدایی تایوان و چین تمام توان خود را به کار خواهد گرفت. (ایرنا)
- سنگواره‌ی یک ماموت و یک گوزن بزرگ با قدمت بیش از ۲۰ هزار سال در استان «لیپتسک» در منطقهٔ مرکزی روسیه کشف شد. (ایرنا)

## ۱۱ شهریور، ۱۳۸۴ (آدینه)
برابر با: ۲ سپتامبر، ۲۰۰۵
- گزارش کتبی «محمد البرادعی» مدیر کل آژانس بین‌المللی انرژی اتمی دربارهٔ فعالیت‌های هسته‌ای ایران یک روز پیش از موعد مقرر تکمیل و از طریق سیستم الکترونیکی به نمایندگان ۳۵ کشور عضو شورای حکام آژانس بین‌المللی انرژی اتمی ارائه شد. گفتنی است که مفاد این گزارش محرمانه است. (ایرنا)
- اتحادیهٔ اروپا بار دیگر اعلام کرد که خواستار از سرگیری مذاکرات با ایران است و هیچ گونه تهدید به اقدام نظامی از سوی هیچ‌کس علیه ایران در بین نیست. (ایرنا)
- نخستین گروه امدادرسان آمریکایی به شهر «نیواورلئان» که پنج روز پیش بر اثر صدمات ناشی از وقوع گردباد «کاترینا» به زیر آب رفت، امروز وارد این شهر شد. (ایرنا)
- وزارت خارجهٔ انگلیس اعلام کرده‌است که دربارهٔ نوار ویدئویی پخش‌شده در مورد بمب‌گذاری اخیر لندن هیچ اظهار نظری نمی‌کند. (ایرنا)
- به گفته وکلای حقوق بشر، بسیاری از اسرای آمریکا در زندان خلیج «گوانتانامو» در کوبا، دست به اعتصاب غذا زده‌اند. (ایرنا)
- صنعت گردشگری ایتالیا به دلیل کاهش گردشگر داخلی وخارجی در تابستان امسال، یک میلیارد یورو خسارت دید. (ایرنا)

## ۱۰ شهریور، ۱۳۸۴ (پنجشنبه)
برابر با: ۱ سپتامبر، ۲۰۰۵
- مدیر کل وزارت بهداشت عراق اعلام کرد، شمار کشته‌شدگان فاجعهٔ پل الائمه از مرز هزار نفر خواهد گذشت. (ایرنا)
- گزارش کتبی «محمد البرادعی» دربارهٔ فعالیت‌های هسته‌ای ایران روز شنبه تکمیل و به نمایندگان عضو شورا ارائه خواهد شد. (ایرنا)
- «سید محمد خاتمی» رئیس‌جمهور سابق ایران به عضویت گروه بلندپایهٔ سازمان ملل متحد برای پیشبرد طرح «گفتگوی تمدن‌ها» درمی‌آید. (ایرنا)
- روزنامهٔ واشنگتن پست اعلام کرد که جان بولتون نمایندهٔ دائم آمریکا در سازمان ملل مخالفت شدید خود را با بخش‌هایی از اصلاحات پیش‌بینی شده در این سازمان اعلام کرده‌است.(ایرنا)
- هزینهٔ جنگ آمریکا در عراق به ۴/۵ میلیارد دلار در ماه رسیده و از میانگین هزینهٔ ماهانهٔ عملیات نظامی در ویتنام در دههٔ ۶۰ و ۷۰ میلادی فراتر رفته‌است. (ایرنا)
- در حالی که سبد نفتی اوپک با افزایش بها مواجه شده‌است، بهای این مادهٔ حیاتی در بازارهای جهانی نیویورک و لندن اندکی کاهش یافت و به ۶۱ دلار و ۱۰ سنت رسید. (ایرنا)
- باستان شناسان احتمال می‌دهند مدرسهٔ کشف شده در شهر تاریخی توس قدیمی‌ترین مدرسهٔ تاریخی ایران باشد. (میراث خبر)
- امیدواری دانشمندان به بازگشت گونه‌هایی از یوزپلنگ در برخی نواحی ایران (ایرنا)
- شرکت مایکروسافت قصد دارد امکان انجام تماسهای تلفنی معمولی را از رایانه‌های شخصی کاربران فراهم کند. (ایرنا)
- تُرک سِل کنار می‌رود. براساس شنیده‌ها ظاهراً ترک‌ها نسبت به وضعیت پیشرفت امور مربوط به پروژه اپراتور دوم تلفن همراه در ایران اعتراض دارند و گفته می‌شود که قصد کناره‌گیری از کنسرسیوم موسوم به ایران سِل را دارند. (آی‌تی ایران)

## ۹ شهریور، ۱۳۸۴ (چهارشنبه)
برابر با: ۳۱ اوت، ۲۰۰۵
- در جریان فروریختن پل الائمه و حملهٔ تروریستی به جمعیت عزادارانی که به سمت حرم موسی کاظم در شهر کاظمین حرکت می‌کردند، تعداد ۸۱۶ نفر کشته و ۳۲۳ نفر زخمی شدند. (ایرنا) نحست‌وزیر عراق در پی این واقعه سه روز عزای عمومی اعلام کرد. (ایرنا)
- مشاورامنیت ملی عراق در گفتگو با تلویزیون این کشور اعلام کرد که صدامی‌ها و وهابی‌ها عامل فاجعهٔ غم‌انگیز کاظمین در روز کشته‌شدن موسی کاظم هستند. (ایرنا)
- مردم شهرها و مناطق مختلف «لوییزیانا» در آمریکا که همه چیز خود را به دلیل وقوع توفان مرگبار «کاترینا» از دست داده‌اند، به فروشگاه‌ها هجوم برده تا مایحتاج مورد نیازشان را فراهم کنند. (ایرنا)
- پاکستان هشت فروند هواپیمای تجسس دریایی از آمریکا تحویل گرفت. (ایرنا)
- مخالفان جهانی‌سازی در سیدنی با پلیس به زد و خورد پرداختند. (ایرنا)
- میزان استقراض بانکی در انگلیس از حد در نظر گرفته‌شده توسط تحادیهٔ اروپا بر اساس یمان «ماستریخت» فراتر رفت. (ایرنا)
- گزارش جدید یک نهاد بین‌المللی نشان می‌دهد که تقریباً نیمی از شش میلیارد جمعیت دنیا درآمدی کمتر از دو دلار در روز دارند. (ایرنا)
- محققان موفق شده‌اند در آزمایشگاه و با استفاده از فناوری نانو و ذرات کربن، ماده‌ای با سختی بالاتر از سختی الماس تولید کنند. (ایرنا)
- هارددیسک همه‌کارهٔ «مکستور» صدا و تصویر دیجیتالی را به خانه‌ها می‌آورد. (ایرنا)

## ۸ شهریور، ۱۳۸۴ (سه‌شنبه)
برابر با: ۳۰ اوت، ۲۰۰۵
- تندباد کاترینا جان دست‌کم ۸۰ نفر را گرفت. (بی‌بی‌سی) تخمین زده می‌شود بادهای سهمگین این تندباد به ۲۶ میلیارد دلار اموال بیمه‌شده زیان زده باشد. (بی‌بی‌سی)
- بیش از ۴۰نفر در جریان بمباران دو واحد مسکونی در نزدیکی شهر قائم عراق کشته شدند. (ایرنا)[پیوند مرده]
- یک دانشمند علوم هسته‌ای برزیل ادعا کرد که گروهی از افسران ارتش این کشور ساخت یک بمب اتمی را به صورت پنهانی تقریباً به پایان برده‌اند. (ایرنا)
- دولت انگلیس در صدد است قوانین جدیدی برای مقابله با ترویج سایت‌های اینترنتی غیراخلاقی وضع کند. (ایرنا)
- تلویزیون دولتی کرواسی از کشف یک گور جمعی دیگر در شهر «اوکوسانی» در شرق این کشور خبر داد. (ایرنا)
- «بنیامین نتانیاهو» در پی کسب ریاست حزب «لیکود» با «شارون» رقابت می‌کند. (ایرنا)
- بر اساس آخرین تحقیقی که صورت گرفته، دانش‌آموزان آمریکایی از نظر سواد خواندن و دانش ریاضیات در بین ۲۹ کشور، مقام بیست و چهارم را به خود اختصاص داده‌اند. (ایرنا)
- چین بیست و دومین ماهوارهٔ اکتشافات علمی خود را به فضا پرتاب کرد. (ایرنا)

## ۷ شهریور، ۱۳۸۴ (دوشنبه)
برابر با: ۲۹ اوت، ۲۰۰۵
- پروندهٔ شکایت از دولت استرالیا با اتهام وارد شدن «آزار وخیم جسمی و روانی» بر یک پسر ۱۰ سالهٔ ایرانی هنگام بازداشت در اردوگاه‌های پناهندگان، در دادگاه مورد بررسی قرار می‌گیرد. (ایرنا)
- جمعی از مردم بغداد شب گذشته (یکشنبه شب) پایان تدوین پیش‌نویس قانون اساسی کشورشان را جشن گرفتند. (ایرنا)
- طارق الهاشمی «دبیر کل حزب اسلامی عراق» روز دوشنبه اعلام کرد که پیش‌نویس قانون اساسی که روز گذشته اعلام شد دربرگیرندهٔ مواردی غیرقابل‌قبول است که زمینه را در برابر آینده‌ای نامعلوم می‌گشاید. (ایرنا)
- «ولادیمیر پوتین» رئیس‌جمهور روسیه اعلام کرد که این کشور از نامزدی آلمان برای عضویت دائمی در شورای امنیت سازمان ملل حمایت می‌کند. (ایرنا)
- هوگو چاوز رئیس‌جمهور ونزوئلا روز یکشنبه هشدار داد که اگر دولت آمریکا علیه یک واعظ تلویزیونی که خواستار ترور وی شده بود اقدامی به عمل نیاورد، ونزوئلا دادخواستی را علیه این کشور در سازمان ملل و سایر نهادهای بین‌المللی ارائه خواهد کرد. (ایرنا)
- شمار تلفات بیماری التهاب مغزی معروف به «آنسفالیت ژاپنی» یا تب مغزی در ایالت «اوتارپرادش» هند به ۲۶۳ نفر رسید. (ایرنا)
- ریچارد استالمن خبر از دگرگونی در سیستم‌عامل لینوکس داد. (ایرنا)
- ویروس‌های اینترنتی در هفتهٔ اول شهریور ماه (ایرنا)

## ۶ شهریور، ۱۳۸۴ (یکشنبه)
برابر با: ۲۸ اوت، ۲۰۰۵
- سخنگوی وزارت امورخارجهٔ ایران گفت: طرح ایران در خصوص پروندهٔ هسته‌ای تا ۵/۱ ماه آینده ارائه خواهد شد. (ایرنا)
- مجمع ملی عراق، قانون اساسی دائم این کشور را تأیید کرد. (ایرنا)
- موارد مورد اعتراض اعراب سنی در پیش‌نویس قانون‌اساسی عراق (ایرنا)
- تجمع فعالان ضدجنگ در مقابل مزرعهٔ «بوش» همچنان ادامه دارد. (ایرنا)
- تیم فوتبال صباباتری با پیروزی چهار بر صفر مقابل تیم فولاد خوزستان قهرمان رقابت‌های سوپرجام فوتبال باشگاه‌های ایران شد. (ایرنا)
- یک جوان ۱۷ ساله در شهرستان کوثر موفق به طراحی و ساخت دستگاه موتور الکتریکی با رویکرد مینیمالیستی و جعبه دندهٔ مینیاتوری با سیستم CBTشد. (ایرنا)
- تحقیقات جدید نشان می‌دهد پس از سال‌ها افزایش قابل توجه روند رشد سرعت ترافیک اینترنتی در جهان، به نظر می‌رسد سرعت روند رشد ترافیک اینترنتی رو به کاهش گذاشته است. (ایرنا)
- اطلاعات جدید جمع‌آوری‌شده در مطالعات زلزله‌شناسی نشان می‌دهد سرعت چرخش وضعی هستهٔ کرهٔ زمین بیشتر از سرعت دوران لایهٔ جبه و همچنین پوستهٔ زمین به دور خود است. (ایرنا)

## ۵ شهریور، ۱۳۸۴ (شنبه)
برابر با: ۲۷ اوت، ۲۰۰۵
- در پی شیوع بیماری‌های وبا و حصبه در ترکیه، مرز بازرگان برای ورود مسافران یک روزه تا اطلاع ثانوی بسته شد. (ایرنا)
- مشروح گفتگوی خبرنگار «سی‌ان‌ان» با «علی لاریجانی» در وین (ایرنا)
- هوگو چاوز رئیس‌جمهور ونزوئلا گفت: «هر اتفاقی که برای من بیفتد جرج بوش مسؤول مستقیم آن است.» (ایرنا)
- «جان اف کندی» قصد داشت در صورتی که دولت کمونیست چین برای بار دوم به هند تعرض کند، با بمب اتم به آن کشور حمله کند. (ایرنا)
- لیزر ضد موشک جدید پنتاگون تکمیل شد. (ایرنا)
- کتاب یک پژوهشگر ایرانی مقیم آمریکا در میان آثار معرفی‌شده برای دریافت جایزهٔ کتاب سال روزنامهٔ «گاردین» قرار گرفت. (ایرنا)
- گلزنی مهدوی‌کیا مانع از شکست هامبورگ برابر هانوفر شد. (ایرنا)
- سه شرکت «آی‌بی‌ام»، «سونی» و «توشیبا» جزئیات مربوط به پردازندهٔ رایانه‌ای جدید خود را منتشر می‌کنند. (ایرنا)
- دو نفر در ارتباط با انتشار ویروس رایانه‌ای «زوتوب» که به بسیاری از شرکت‌های آمریکایی آسیب رساند، در مراکش و ترکیه بازداشت شدند. (ایرنا)

## ۴ شهریور، ۱۳۸۴ (آدینه)
برابر با: ۲۶ اوت، ۲۰۰۵
- تصادفی خونین در محور میانه- قره‌چمن ۵۸ کشته و زخمی بر جای گذاشت. (ایرنا)
- خشونت‌ها در حاشیهٔ برگزاری انتخابات محلی در پاکستان دست‌کم ۲۰ کشته و بیش از ۱۰۰ مجروح بر جای گذاشت. (ایرنا)
- مجلس سنای ازبکستان خواستار برچیدن پایگاه نظامی آمریکا در این کشور شد. (ایرنا)
- نتایج تازه‌ترین تحقیق سازمان ملل نشان می‌دهد که عمان، کویت و یمن به ترتیب دارای بیشترین بودجهٔ نظامی در مقایسه با کل بودجهٔ خود هستند. (ایرنا)
- سپرده‌های بانکی جهان عرب بیش از ۵۵۰ میلیارد دلار است. (ایرنا)
- موتورسوار ایرانی که قصد داشت با پرش از روی ۲۲ اتوبوس به فاصلهٔ ۶۶ متر، رکورد جهانی را به نام خود ثبت کند، در هنگام فرود و برخورد با اتوبوس پانزدهم کشته شد. (ایرنا)
- شمار قربانیان «تب مغزی» یا «آنسفالیت ژاپنی» در هند به ۱۹۷ نفر افزایش یافت. (ایرنا)
- جراحان ایتالیایی عمل جراحی قلب بدون باز کردن قفسهٔ سینهانجام دادند. (ایرنا)
- پژوهشگران ژاپنی و آمریکایی پروتئین طولانی‌کردن عمر را کشف کردند. (ایرنا)

## ۳ شهریور، ۱۳۸۴ (پنجشنبه)
برابر با: ۲۵ اوت، ۲۰۰۵
- تیم دانش‌آموزی المپیاد کامپیوتر ایران با کسب دو مدال نقره و دو مدال برنز، به مقام سیزدهم المپیاد جهانی کامپیوتر دست یافت. (ایرنا)
- سازمان عفو بین‌الملل، اقدام انگلیس در اخراج خارجیان مظنون را مغایر با حقوق بشر خواند. (ایرنا)
- تعداد قربانیان سیل در مرکز اروپا به دست‌کم ۴۵ تن رسید. (ایرنا)
- جمعیت هند تا ۲۱ سال دیگر به یک میلیارد و ۴۱۰ میلیون نفر افزایش می‌یابد. (ایرنا)
- بانک توسعهٔ اسلامی ۲۴۷ هزار دلار کمک بلاعوض در اختیار قرقیزستان قرار می‌دهد. (ایرنا)
- تیم واترپلوی جوانان ایران قهرمان آسیا شد. (ایرنا)
- دانشمندان کره‌ای از خوک شبیه‌سازی‌شده پروتئین ضدسرطان بدست آوردند. (ایرنا)
- شرکت ژاپنی هیتاچی موفق به ساخت دستگاه ضبط و پخش «دی‌وی‌دی» شد که حجم دیسک سخت آن یک ترابایت (هزار گیگابایت) است.

## ۲ شهریور، ۱۳۸۴ (چهارشنبه)
برابر با: ۲۴ اوت، ۲۰۰۵
- کابینهٔ احمدی‌نژاد مشخص شد. (ایرنا) (ایرنا)
- سازمان «گزارشگران بدون مرز» از بهبودی نسبی وضعیت سلامتی اکبر گنجی اظهار خرسندی کرد. (ایرنا)
- سقوط یک هواپیمای مسافربری پرو دست‌کم ۷۰ کشته بر جای گذاشت. (ایرنا)
- اسرائیل در بخش مسلمان‌نشین بیت‌المقدس شهرک یهودی‌نشین احداث می‌کند. (ایرنا)
- آمریکا با اعطای کمک ۵۰ میلیون دلاری به فلسطین موافقت کرد. (ایرنا)
- بیش از نیمی از جمعیت جهان در فقر بسر می‌برند. (ایرنا)
- بر اثر جاری شدن سیل در سوییس دست‌کم ۶ نفر کشته شدند. (ایرنا)
- کشف راز رشته‌های تسبیح‌مانند اینکاها (ایرنا)
- ژاپن ماهواره‌ی آزمایشی خود را با موفقیت به فضا فرستاد. (ایرنا)
- خدمات «مسنجر» شرکت «گوگل» از راه رسید. (ایرنا)
- «اینتل» مشخصات پردازنده‌های جایگزین «پنتیوم ۴» را منتشر کرد. (ایرنا)

## ۱ شهریور، ۱۳۸۴ (سه‌شنبه)
برابر با: ۲۳ اوت، ۲۰۰۵
- بخش خبری فارسی رادیو بی‌بی‌سی خبر از دست داشتن انگلیس و بی‌بی‌سی در کودتای ۲۸ مرداد داد. (ایرنا)
- البرادعی در گزارش کتبی منشأ آلودگی سانتریفیوژهای ایران را اعلام می‌کند. (ایرنا)
- پیش‌نویس قانون اساسی عراق به مجمع ملی عراق تحویل داده شد. (ایرنا)
- بوش از سنی‌های عراق خواست پیش‌نویس قانون اساسی را بپذیرند. (ایرنا)
- دادگاه «صدام» برگزار شد. (ایرنا)
- سیل و باران شدید بخش وسیعی از اروپا را فرا گرفت. (ایرنا)
- یکی از نفیس‌ترین فرش‌های جهان زینت‌بخش سازمان ملل شد. (ایرنا)
- ژاپنی‌ها فناوری تبدیل املاح فاضلاب به سوخت را پیدا کردند. (ایرنا)
- دانشمندان «هاروارد» به کشفیات جدیدی در سلول‌های بنیادین دست یافتند. (ایرنا)